# Membrana interdigital
La membrana interdigital és la membrana de pell entre els dígits de les extremitats.Serveix per poder nedar millor. Normalment en els mamífers la membrana interdigital està present a l'embrió, però és absorbida durant el desenvolupament. Tanmateix, ocasionalment en algunes espècies de mamífers es manté en l'etapa adulta. En els humans apareix en aquelles persones que pateixen la síndrome LEOPARD i la síndrome Aarskog-Scott.
També s'observen membranes interdigitals a les potes de diversos mamífers semiaquàtics. La membrana ajuda al desplaçament en l'aigua.
No s'ha de confondre la membrana interdigital amb la sindactília, que és quan diversos dígits es troben units i que és un fenomen que té lloc molt ocasionalment en humans. La sindactília, que forma part de la constitució de les potes de certs animals, es manifesta en aus (com en els ànecs), amfibis (com les granotes) i mamífers (com els cangurs).

## Mamífers amb membranes interdigitals

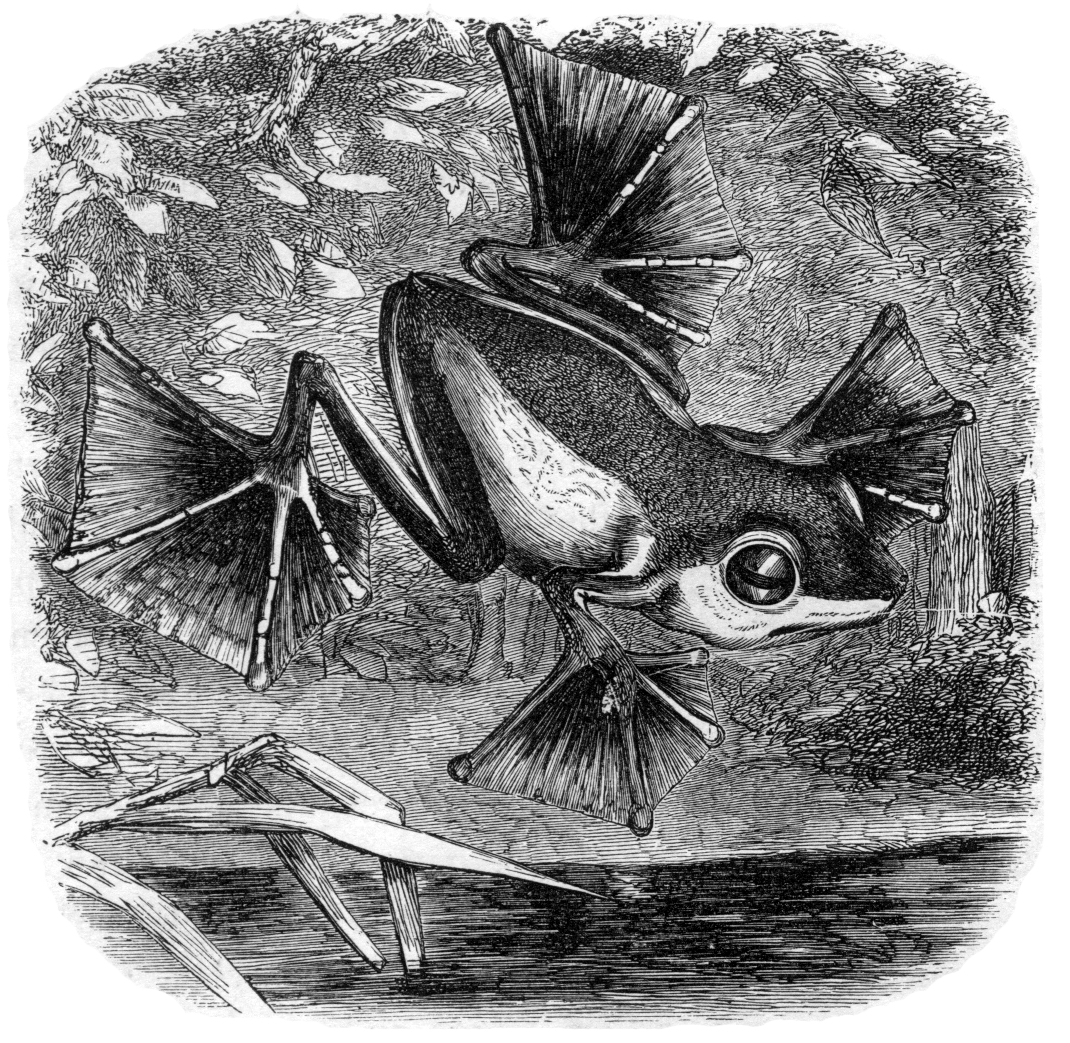
Exemple de membrana interdigital en un Rhacophorus nigropalmatus.

La rata de l'arròs dels pantans, Pseudoryzomys simplex, i la rata de l'aigua d'Alfaro, que pertanyen a un grup de rosegadors d'Amèrica del Sud denominat orizomyines, tenen membranes petites, que s'estenen fins a l'extrem de les falanges proximals, mentre que en el cas de l'Amphinectomys savamis, el Lundomys molitor i els membres del gènere Holochilus i Nectomys les seves membranes es troben més desenvolupades, i s'estenen més enllà de les falanges proximals. Aparentment les membranes es desenvoluparen diverses vegades en els orizomyines i es poden haver perdut en alguns grups. La majoria dels ichtiomyines, un grup de rosegadors semiaquàtics exclusiu d'Amèrica del Sud i Amèrica Central, tenen membranes petites, però els membres del gènere Rheomys tenen membranes més amples. Els hydromyines (subfamília Murinae) del gènere Baiyankamys, Hydromys i Crossomys tenen membranes; en aquests darrers molt desenvolupades. Els rosegadors semiaquàtics africans Colomys goslingi i Nilopegamys plumbeus, que també pertanyen a la família Murinae, no tenen membranes interdigitals. Les potes del coipú (Myocastor coipus) d'Amèrica del Sud que està classificat en una família pròpia també tenen membranes.